# شهرستان ابهر
شهرستان ابهر یکی از شهرستان‌های استان زنجان در ایران است. مرکز این شهرستان شهر ابهر است. جمعیت این شهرستان بر طبق سرشماری سال ۱۳۹۵ خورشیدی، برابر با ۱۵۹٬۳۲۴ نفر می‌باشد.

## تقسیم‌بندی کشوری

شهرستانهای هشت‌گانه استان زنجان

| ردیف | نام شهر   | شهرستان | جمعیت (۱۳۸۵) | جمعیت (۱۳۹۰) | جمعیت (۱۳۹۵) | رتبه در شهرستان |
| ---- | --------- | ------- | ------------ | ------------ | ------------ | --------------- |
| ۱    | ابهر      | ابهر    | ۷۰٬۸۳۶       | ۸۷٬۲۸۵       | ۹۹٬۲۸۵       | ۱               |
| ۲    | هیدج      | ابهر    | ۱۱٬۷۹۸       | ۱۳٬۰۰۳       | ۱۳٬۸۴۰       | ۲               |
| ۳    | صایین‌قلعه | ابهر    | ۱۱٬۰۸۳       | ۱۱٬۹۳۹       | ۱۲٬۹۸۹       | ۳               |

## جایگاه
مساحت این شهرستان بیش از ۳۳۶۲ کیلومتر مربع است این شهرستان از شمال به بخش طارم سفلی در استان قزوین، از شرق به شهرستان تاکستان، از غرب به شهرستان خدابنده و از مرکز به شهرستان خرمدره محدود است. این شهرستان در ۴۹ درجه و ۲۵ دقیقه تا ۴۸ درجه و ۳۵ دقیقه طول شرقی نصف النهار گرینویچ و ۳۶ درجه و ۴۵ دقیقه تا ۳۵ درجه و ۵۰ دقیقه عرض شمالی خط استوا قرار گرفته است. از نظر بوم‌شناسی در انتهای کوه‌های زنجان جنوبی قرار گرفته است و دارای رودهای مهمی بنام ابهررود و خرارود. از عوامل اصلی انگیزهٔ ایجاد شهر ابهر، عوامل جغرافیایی بوده است. جریان رودخانه ابهر رود که باعث به وجود آمدن سرزمینهای آبرفتی و حاصلخیز نسبتاً وسیع اطراف آن شده، عامل رشد کشاوزی می‌باشد.

## پیشینه
ابهر شهرخانه‌های سپید شهری میان قزوین و زنگان که مشهور به پایتخت فرهنگ و تمدن شمال غرب ایران است در ۵ کیلومتری شرق شهر همسایه خرمدره از نواحی جبل و اهلَ محَل ّآنرا «اَوهر» گویند؛ و یاقوت حموی گوید: بعضی ایرانیان به من گفتند که ابهر مرکّب است از آب و هر به معنی آسیا. و فاصله آن تا زنگان پانزده فرسنگ و تا قزوین دوازده فرسنگ است. و عدهٔ بسیاری از علما و فقهای مالکیه منسوب بدان شهر اند و آنان بر رأی مالک بن انس بودند و از آنان است: ابوبکر محمدبن عبداﷲبن محمدبن صالح بن عمر بن حفص بن عمر بن مصعب بن الزبیر مالکی فقیه که از ابن عروبهٔ حرانی و محمدبن عمر باغندی و محمدبن حسین اشنانی و عبداﷲبن زیدان کوفی و ابوبکربن ابی داود و دیگران روایت کند و او را تصانیفی است در مذهب مالک و مقدم اصحاب مالک است بزمان خویش؛ و هم یاقوت گوید: فتح ابهر در سال ۲۴ از هجرت به ایام عثمان بن عفان بود و در این وقت مغیرةبن شعبه والی کوفه بود و جریربن عبداﷲ بجلی حکومت همدان داشت و برأبن عازب ولایت ری داشت عثمان جیشی بمدد براء فرستاد و او بغزاء ابهر شد و حنظلةبن زید الخیل با او بود و او در پشت حصار منیع ابهر لشکرگاه کرد و گویند که این حصن را شاپور ذوالاکتاف کرده است چون براء بدانجا فرود آمد مردم حصار با وی بجنگ برخاستند و جنگ چندین روز بکشید سپس امان خواستند و براء آنان را به آن شروط که حذیقةبن الیمان به اهل نهاوند امان داده بود زنهار داد.
در نزهةالقلوب آمده است: در آنجا قلعه‌ای گلین است که دارای بن دارای کیانی ساخته و بر آن قلعه قلعه‌ای دیگربهاءالدین حیدر از نسل اتابک نوشتکین شیرگیر سلجوقی ساخت و به حیدریه موسوم گردید و باروی آن شهر ۵۵۰۰ گام است هوایش سرد است و آبش از رودخانه‌ای که بنام همان شهر موسوم است و از حدود سلطانیه برمی‌خیزد و در ولایت قزوین می‌ریزد و میوهٔ آنجا بسیار است و از میوه‌های آن امرود سختیان (منظور همان گلابی سنگی است) و آلوی ابوعلی نیکوست مردم آنجا متملق، سفیدچهر و شافعی مذهب اند و بر ظاهر آن مزار شیخ ابوبکر طاهران ابهری است ولایتش بیست و پنج پاره دیه است حقوق دیوانی شهرهاء ولایتش یک تومان و چهارهزار دینار است؛ و صاحب مرآت البلدان گوید: ابهر در شصت هزار زرعی غربی قزوین و چهل هزار ذرعی شرقی سلطانیه واقع است و در ربع فرسنگی شهر قلعهٔ خرابه‌ای است موسوم به دارا و در بعض کتب نوشته‌اند خانه‌های ابهر از خانه‌های اغلب شهرها بهتر ساخته شده. باغات باصفا بسیار دارد ابهر رود از وسط شهر عبور می‌کند از آثار قدیم مسجدی در ابهر باقی است.

## شهرها و بخش‌ها
شهرستان ابهر دارای سه شهر، یک بخش و پنج دهستان می‌باشد.

### شهر
- ابهر (مرکز شهرستان)
- صائین قلعه
- هیدج

### بخش
- بخش مرکزی شهرستان ابهر

### دهستان
- دهستان ابهررود
- دهستان حومه (ابهر)
- دهستان درسجین
- دهستان دولت‌آباد
- دهستان صائین قلعه